# Dietershofen bei Illertissen

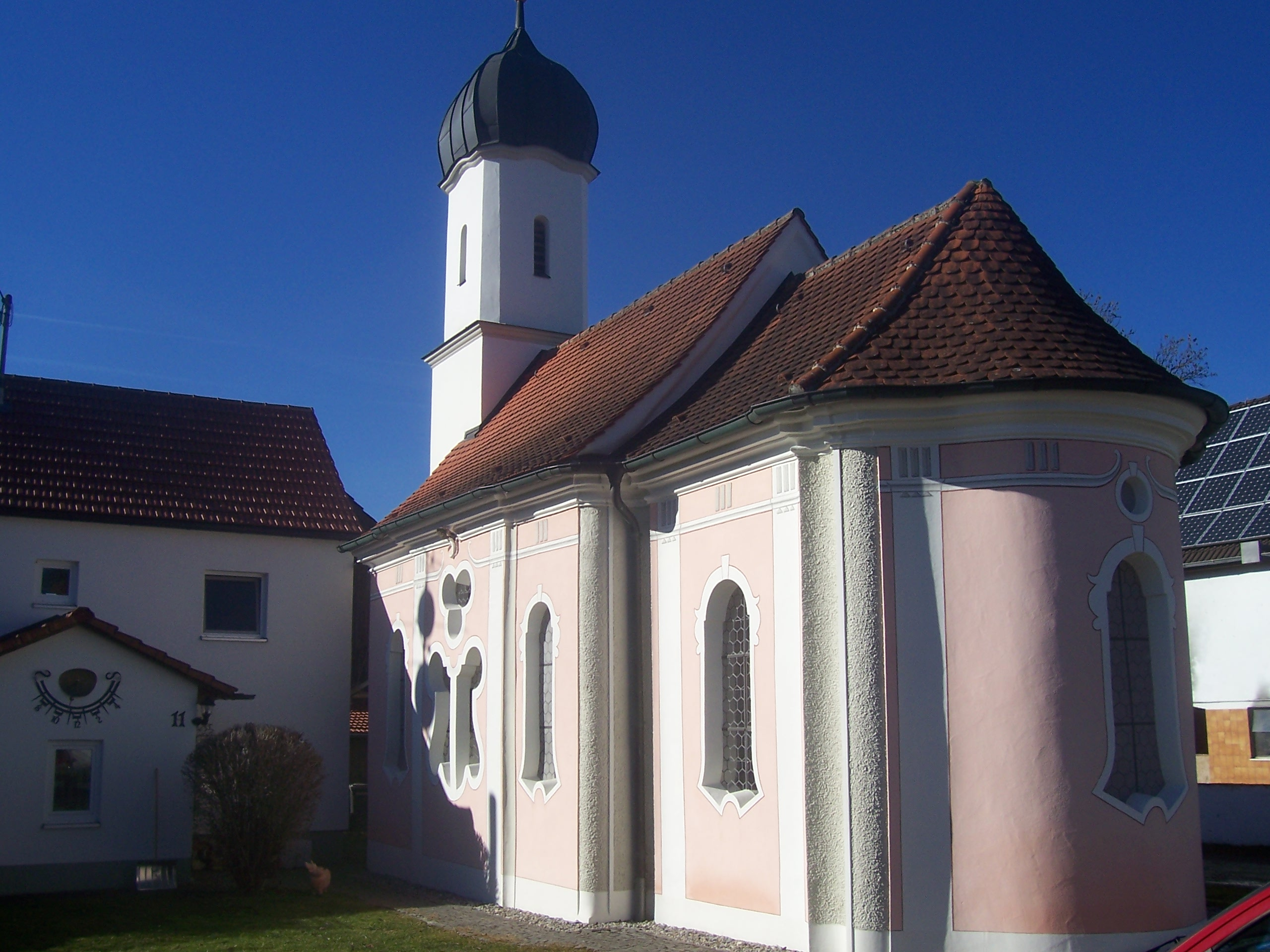
Dietershofen – Kirche Hl. Dreifaltigkeit

Dietershofen bei Illertissen (amtlich Dietershofen b.Illertissen) ist ein Ortsteil des Marktes Buch im schwäbischen Landkreis Neu-Ulm.

## Geographie
Das Kirchdorf Dietershofen liegt am östlichen Hang des breiten Rothtales etwa drei Kilometer nördlich des Hauptortes.

## Geschichte
Die -hofen-Orte erklären eine Besiedlung zur Zeit der alemannischen Landnahme im 7./8. Jahrhundert.
Im Hochmittelalter war Dietershofen in Besitz der Grafen von Biberegg, danach mehrfach als Lehen vergeben.
Die Landeshoheit hatten zunächst die Landshuter Wittelsbacher, ab 1504 die Habsburger inne.
Bayerisch ist der Ort seit 1805.
Am 1. Januar 1971 wurde die bis dahin selbstständige Gemeinde Dietershofen bei Illertissen in die Gemeinde Obenhausen eingegliedert. Seit dem 1. Mai 1978 gehört diese zum Markt Buch.

## Sehenswürdigkeiten
- Filialkirche Heilige Dreifaltigkeit. Rokokobau (1759) durch den aus Obenhausen stammenden Baumeister Jakob Jehle.